# ドニ・ピュエッシュ
ドニ・ピュエッシュ（Denys Puech、1854年12月3日 - 1942年12月9日）はフランスの彫刻家である。

## 略歴
フランス南部アヴェロン県のBozoulsの農家に生まれた。兄のルイ・ピュエッシュ(Louis Puech: 1851-1947) は1910年から1年間、アリスティード・ブリアン首相の内閣で大臣になった法律家、政治家である。
ロデーズで石彫を得意とする、フランソワ・マウー(François Mahoux)の工房で修行を始め、2年の修行の後、1872年にパリに出て、フランソワ・ジュフロワやアレクサンドル・ファルギエール、アンリ・シャピュのもとで修行し、エコール・デ・ボザールの夜間コースでも学んだ。1881年と1883年に2度、ローマ賞の2位に入賞し注目され、1884年にローマ賞の1位を受賞した。
1900年のパリ万国博覧会で大賞を受賞し、政府から依頼を受けて多くの人物の記念碑のための胸像を制作した。1903年にロデーズに美術館（後にドニ・ピュエッシュ美術館）を設立し、1910年に開館した。1905年に芸術アカデミーの会員に選ばれた。
1921年から1933年まで、在ローマ・フランス・アカデミーの校長を務めた。
レジオンドヌール勲章は、1892年にシュヴァリエ、1898年にオフィシエ、1908年にコマンドゥールを受勲した。

## 作品

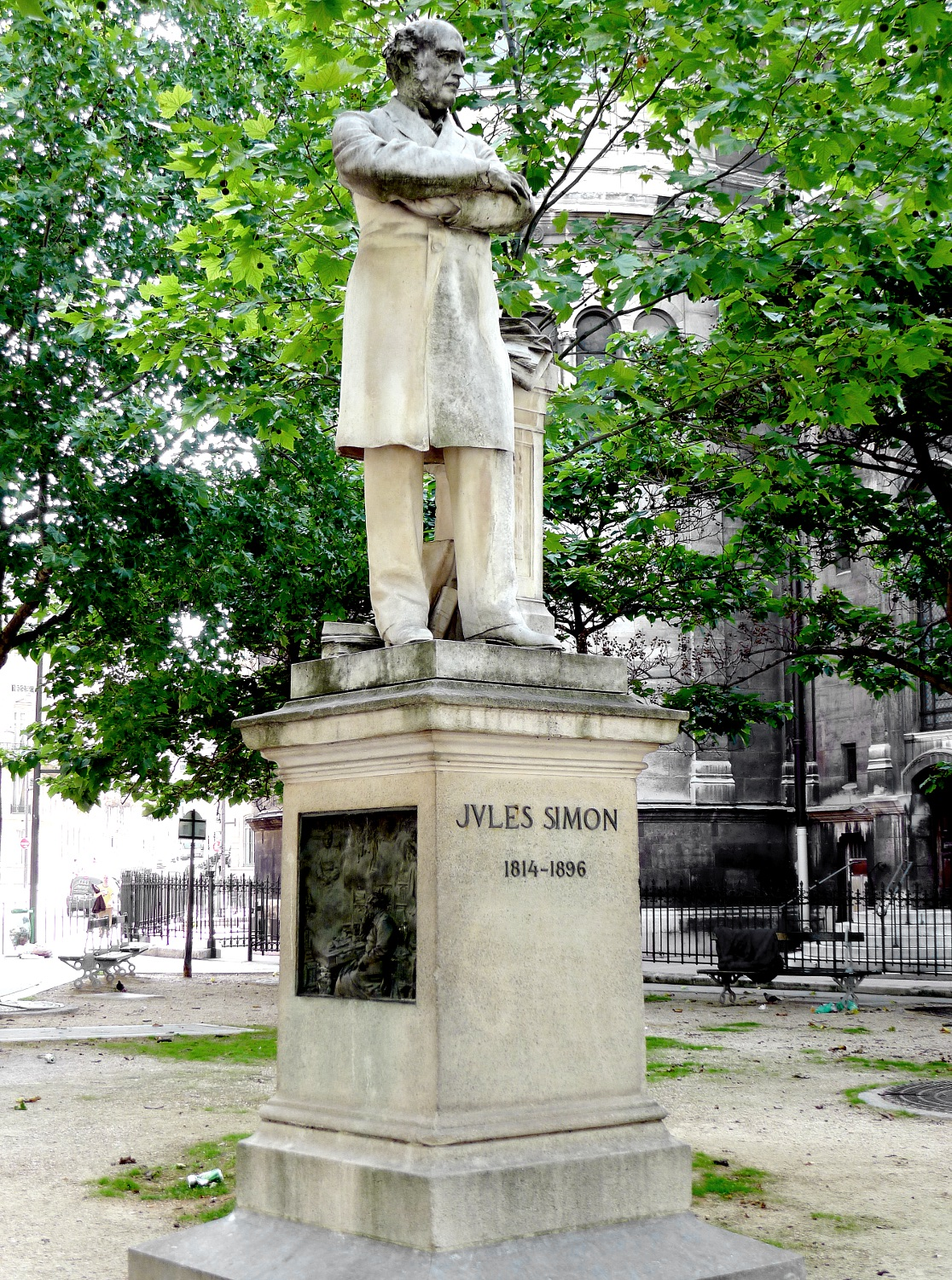
ジュール・シモン像、グアテマラ広場（パリ）
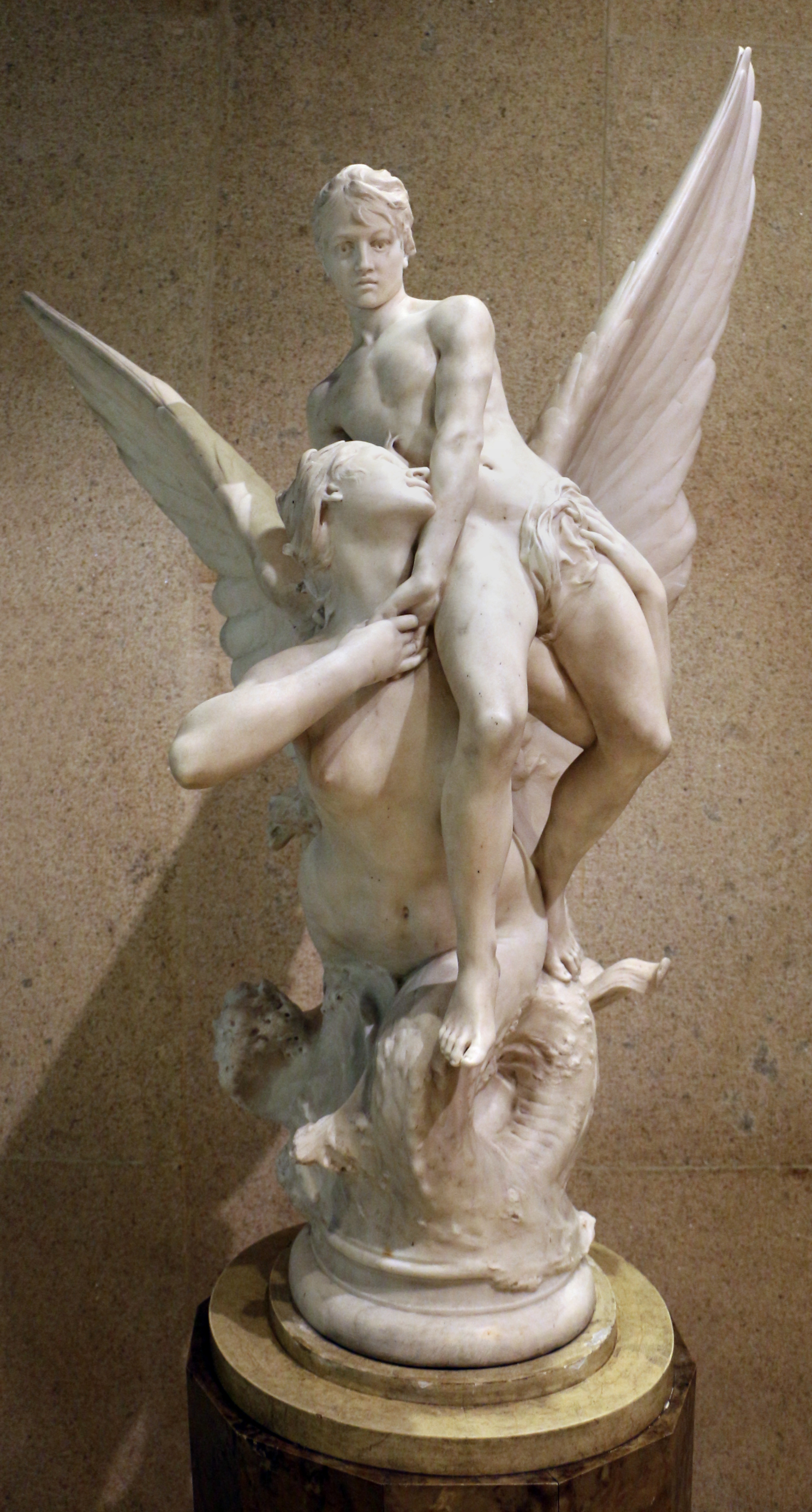
Sirène enlevant un adolescent (1899)、グルベンキアン美術館
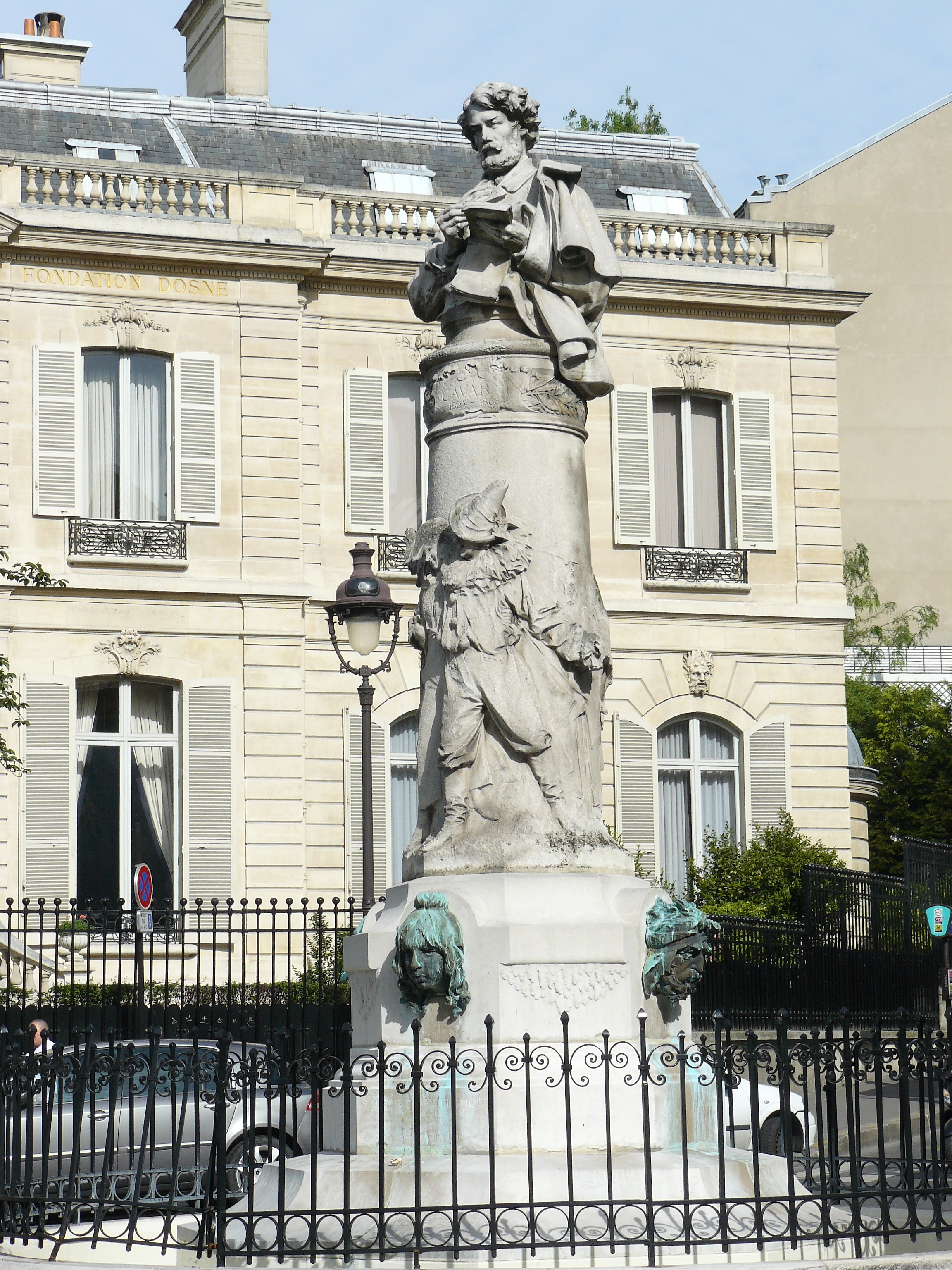
ポール・ガヴァルニ
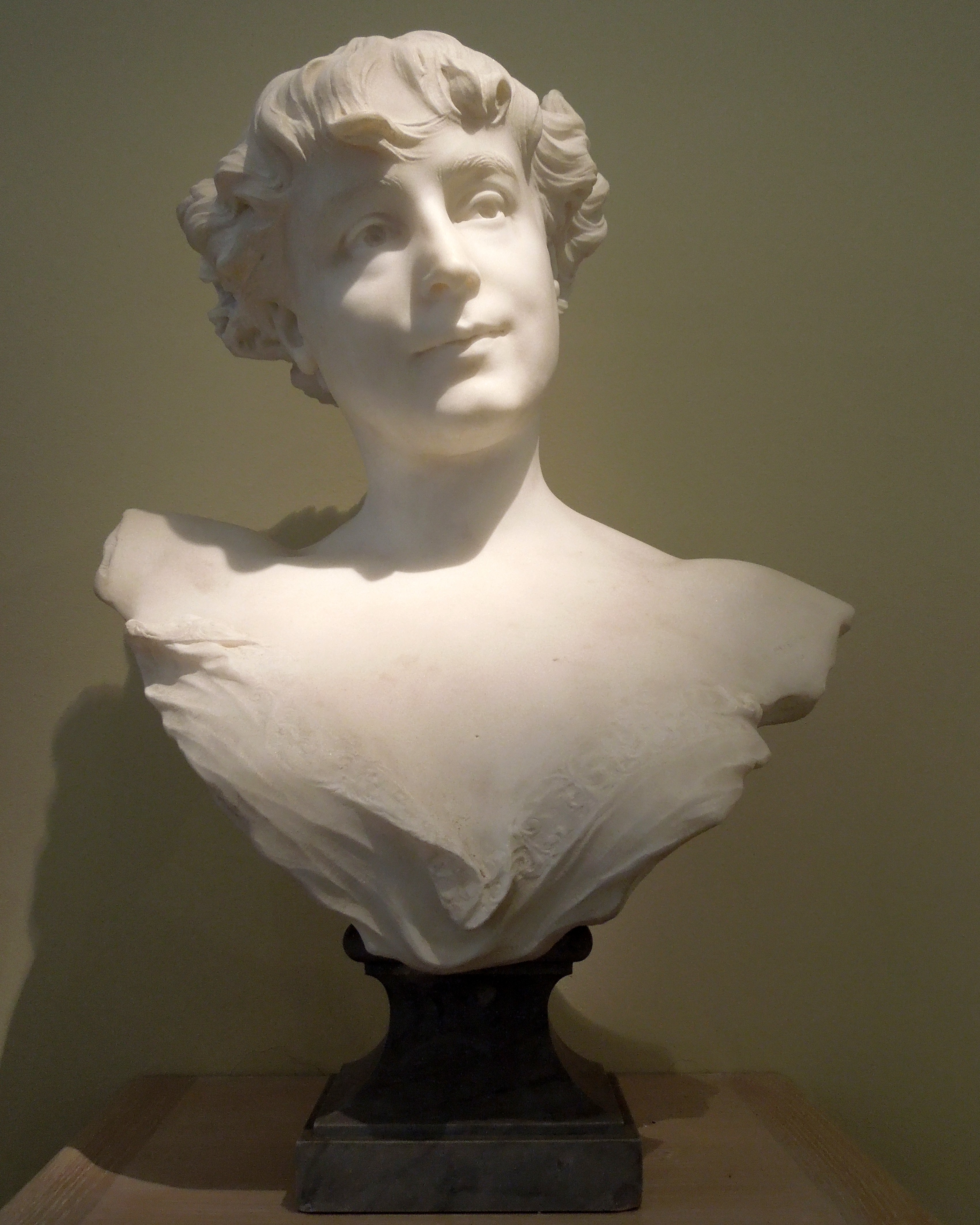
ロシタ・マウリ-ダンサー、ドニ・ピュエッシュ美術館